# 1965
1965 (MCMLXV) byl rok, který dle gregoriánského kalendáře započal pátkem.

## Události
Československo
- Na československý trh byl uveden první ženský antikoncepční přípravek – Antigest.
- V obchodech se začal prodávat alobal, výrobcem byl národní podnik Kovohutě Břidličná
- Pražskému arcibiskupovi Josefu kardinálu Beranovi byl znemožněn návrat do vlasti (z jeho cesty do Říma).
- Byl založen fotbalový klub FK Dukla Banská Bystrica.
- Po několika letech byly oficiálně povoleny studentské oslavy majáles, králem majáles se stal americký beatnický básník Allen Ginsberg.
- 1. ledna – Začaly být uplatňovány zásady nové soustavy řízení, která vycházela z větší hospodářské samostatnosti podniků a umožnění socialistického podnikání. Do první vlny hospodářského experimentu bylo zařazeno na 200 podniků a družstev. Podíl průmyslových podniků zařazených do experimentu činil zhruba 19 % z celkové průmyslové produkce.
- 2. ledna zahájila Československá televize vysílání pořadu Večerníček.
- 18. února – František Tomášek se stal apoštolským administrátorem pražské arcidiecéze
- 10. března – Do Prahy přiletěl na desetidenní návštěvu významný americký jazzový zpěvák a trumpetista Louis Armstrong se svým souborem.
- 31. března – V Jablonci nad Nisou byl ukončen provoz tramvají (mimo meziměstskou trať do Liberce).
- 12. června – V Praze v hudebním divadle Karlín proběhlo první finále mezinárodní hudební soutěže Intervize.
- 15.–17. června – Územím Žitného ostrova v povodí Dunaje v Západoslovenském kraji se prohnalo několik povodňových vln. 15. června se protrhla hráz mezi obcemi Patince a Radvaň, 17. června došlo k protržení další hráze u Číčova v okr. Komárno. Zaplavena byla značná část plochy Žitného ostrova, zejm. na území okr. Komárno. Více než 53 000 osob muselo být evakuováno. Voda z Dunaje zaplavovala území Podunajské nížiny téměř 2 týdny, až koncem června byly protržené hráze provizorně opět utěsněny. Za povodní zůstaly ohromné materiální škody: zničeny byly téměř 4000 domů, zaplaveno na 700 km² orné půdy, kontaminovány zdroje pitné vody.
- 16. června – V platnost vstoupil zákoník práce (zákon č. 65/1965 Sb.), který platil až do roku 2007.
- 1.–4. července – Na Strahovském stadionu v Praze se uskutečnila III. československá spartakiáda. Zúčastnilo se jí na 380 000 cvičenců. Oproti předchozí spartakiádě z roku 1960 se vyznačovala větší dobrovolností a menším rozsahem, co se týče počtu cvičenců.
- 18. července
  - Při projednávání otázky poslanecké imunity v Národním shromáždění došlo poprvé po 17 letech ke skutečnému hlasování.[zdroj?] Návrh nebyl zdaleka přijat jednomyslně, celkem 117 poslanců se vyslovilo pro, avšak 87 poslanců hlasovalo proti.
  - Tříhodinová průtrž mračen, která postihla ve večerních hodinách Plzeň a okolí, způsobila značné materiální škody. Přívaly vody protrhly hráze Seneckého a Boleveckého rybníka a podemlely dvanáctimetrový násep železniční tratě Plzeň–Žatec. V parku na Lochotíně zničily cesty a část silnice vedoucí k přírodnímu divadlu.
- 21. září – V železniční zastávce Praha-Hloubětín na trati z Prahy do Kolína došlo ke srážce nákladního vlaku s osobním vlakem (pantografem) stojícím v zastávce. Zahynulo 14 lidí, 70 jich bylo zraněno. Zastávka byla později zrušena.
- 17.–18. listopadu – Na plenární schůzi Ústřední rady odborů došlo ke konfliktu mezi tehdejším předsedou ÚRO F. Zupkou a předsedy několika dalších odborových rad s komunistickým vedením. Spor se týkal úlohy odborů v souvislosti s probíhající ekonomickou reformou. Předseda Zupka po konfliktu rezignoval a na jeho místo byl dosazen M. Pastyřík.

Svět
- 1. ledna – Irsko se stalo členem EUROCONTROLu
- 11. února – Ringo Starr se oženil s Maureen Starkey Tigrett.
- 18. března – během mise rakety Voschod 2 vystoupil do volného kosmu první člověk, Alexej Archipovič Leonov
- 8. dubna – byla podepsána Bruselská „slučovací“ smlouva
- 26. července – Maledivská republika získala nezávislost na Velké Británii.
- 11. listopadu - Britská samosprávná kolonie Jižní Rhodésie vyhlásila jednostrannou nezávislost na Velké Británii
- 14.–18. listopadu – Bitva v údolí Ia Drang, první velké střetnutí Američanů a Severovietnamců ve Vietnamské válce
- 8. prosince – skončil Druhý vatikánský koncil (začal 1962)
- 19. prosince – Charles de Gaulle znovu zvolen francouzským prezidentem
- Jásir Arafat se dostal do čela teroristické organizace Al-Fatah
- Houari Boumédiènne svrhl Ahmeda Ben Bellu; Alžírsko

## Vědy a umění
- 2. ledna – Československá televize poprvé vysílala Večerníček
- 2. října – Nová operní budova Janáčkova divadla je slavnostně otevřena v Brně na Kolišti Janáčkovou operou Příhody lišky Bystroušky
- 16. října – Film Limonádový Joe aneb Koňská opera, osobitá parodie westernu na motivy knihy Jiřího Brdečky, kterou natočil režisér Oldřich Lipský, má premiéru v českých kinech
- 26. října – Členové skupiny Beatles převzali Řád britského impéria.
- 12. listopadu – Premiéra českého černobílého filmu Lásky jedné plavovlásky Miloše Formana
- 16. listopadu – Program Veněra: Sovětský svaz vypustil k Venuši sondu Veněra 3, která se stala první sondou, jež zasáhla povrch jiné planety.
- podařilo se spolehlivě určit rotační dobu planety Merkur
- Počítačový vědec Ted Nelson poprvé použil slovo hypertext
- Byla vypuštěna první komerční telekomunikační družice Early Bird.

## Nobelova cena
- Nobelova cena za fyziku – Richard Feynman, Julian Schwinger, Šin’ičiró Tomonaga (kvantová elektrodynamika)
- Nobelova cena za chemii  – Robert Burns Woodward (organická syntéza)
- Nobelova cena za fyziologii a lékařství – François Jacob, André Lwoff, Jacques Monod (genetika)
- Nobelova cena za literaturu – Michail Alexandrovič Šolochov
- Nobelova cena za mír – Dětský fond OSN (UNICEF)

## Narození

### Česko

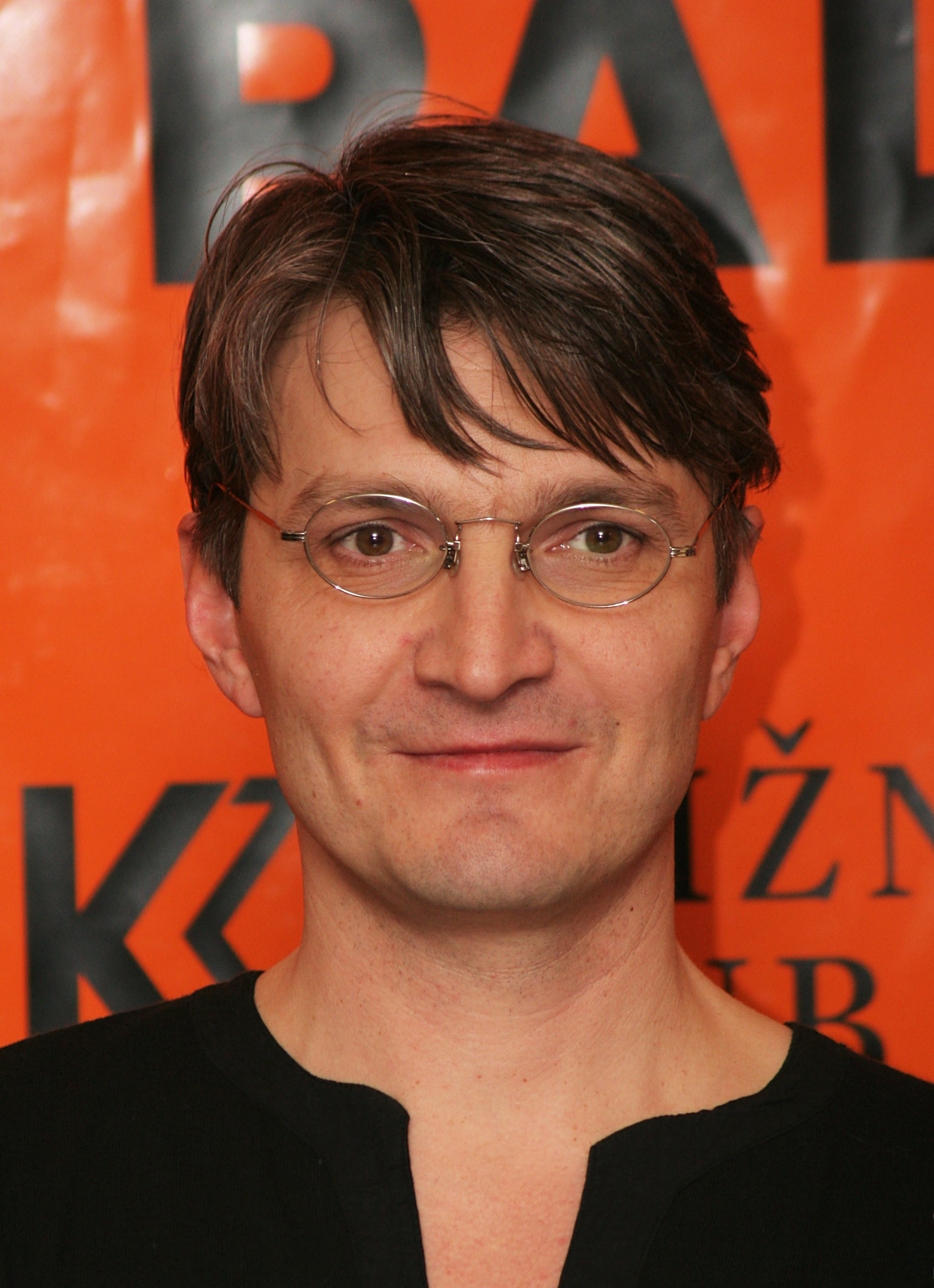
Jan Svěrák (* 6. únor)

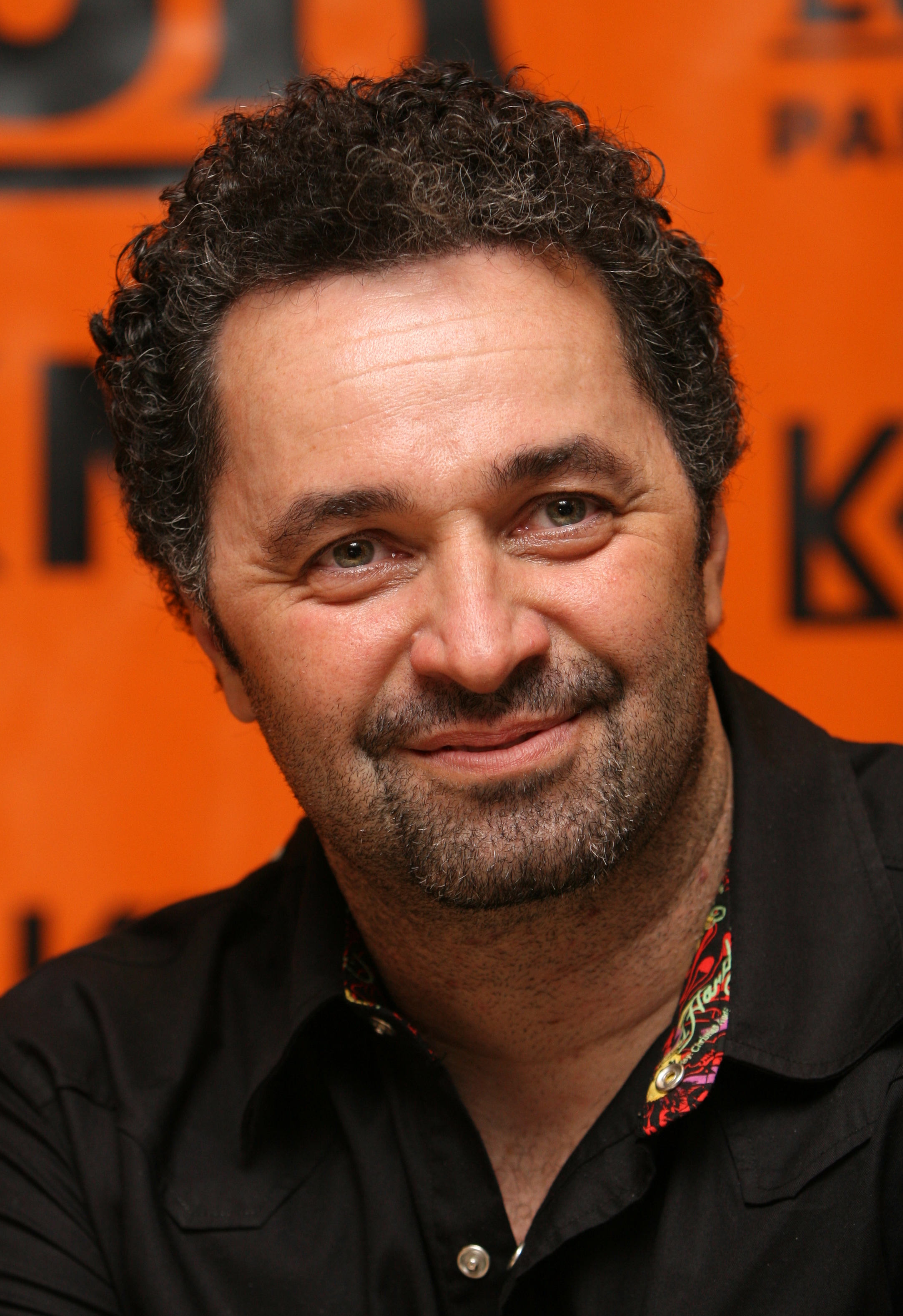
Martin Dejdar (* 11. březen)

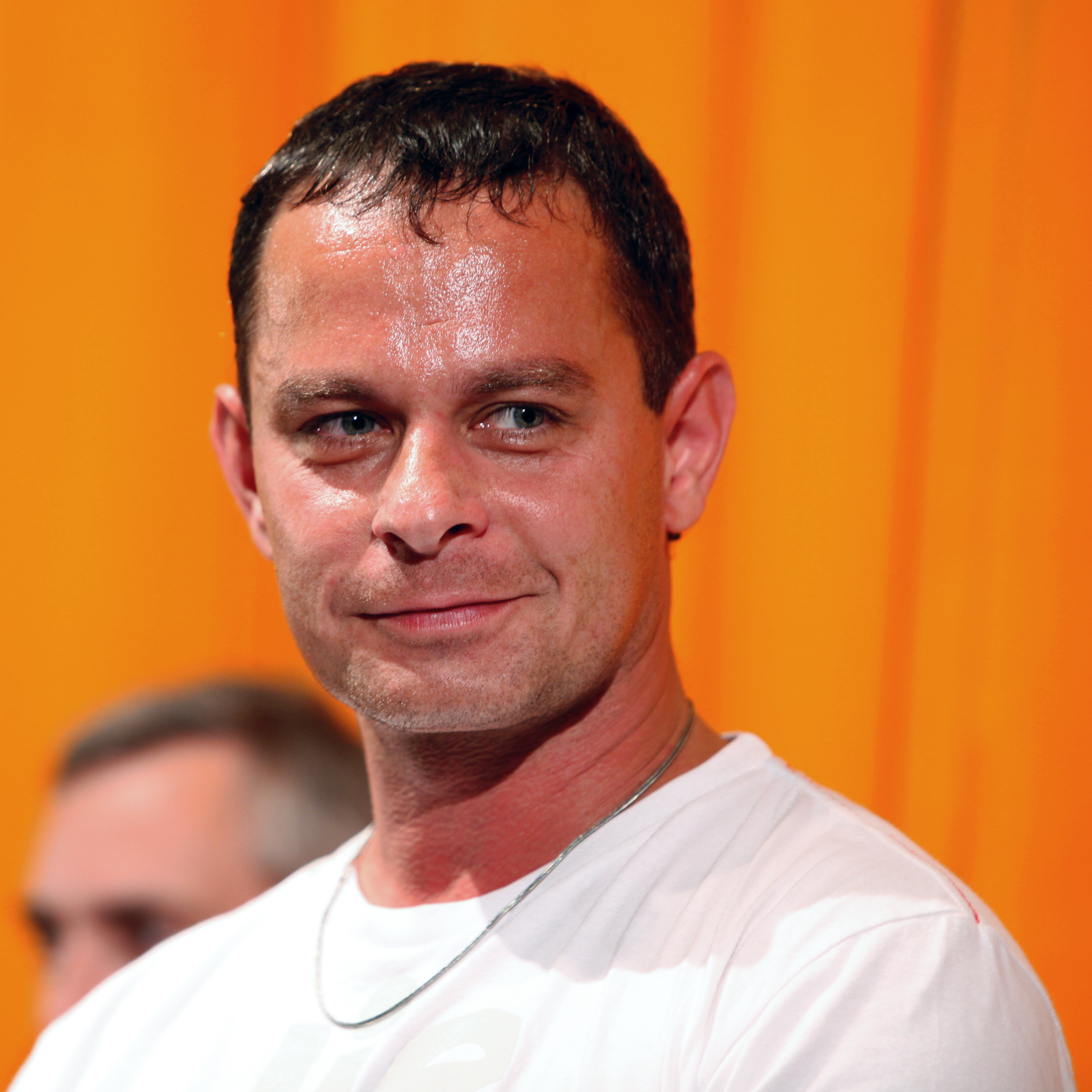
Filip Renč (* 17. srpna)

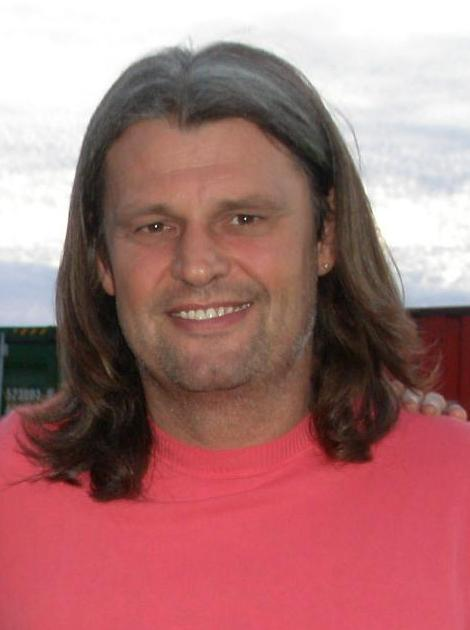
Tomáš Skuhravý (* 7. září)

- 01. ledna – Petr Vacek, herec, zpěvák a tlumočník
- 04. ledna – Anna K, zpěvačka a skladatelka
- 05. ledna – Dita Kaplanová, herečka
- 06. ledna – David Eben, hudebník
- 20. ledna – Kamil Střihavka, zpěvák
- 29. ledna – Dominik Hašek, hokejový brankář
- 04. února – Petr Muk, zpěvák a hudebník († 24. května 2010)
- 06. února – Jan Svěrák, režisér a scenárista
- 20. února – Martina Menšíková, herečka a moderátorka
- 23. února – Helena Suková, tenistka
- 28. února – Jiří X. Doležal, novinář a fotograf
- 05. března – Jaromír Drábek, politik
- 11. března – Martin Dejdar, herec
- 18. března – David Suchařípa, herec
- 09. dubna
  - Paulina Porizkova, americká modelka
  - Vladimír Morávek, režisér
- 13. dubna – Michal Bílek, fotbalista a trenér
- 23. dubna – Aleš Gadlina, český architekt
- 29. dubna – Ivana Zemanová, druhá manželka prezidenta Miloše Zemana
- 30. dubna – Taťána Míková, meteoroložka, klimatoložka a moderátorka
- 01. května – Jan Antonín Duchoslav, herec
- 04. května – Alena Mihulová, herečka
- 12. května – Jan Jandourek, sociolog
- 13. května
  - Jaromír Bosák, sportovní komentátor a novinář
  - Zuzana Slavíková, herečka
- 16. května – Petr Lébl, režisér a herec († 12. prosince 1999)
- 20. května – Leo Gudas, lední hokejista a trenér
- 24. května – Pavlína Mourková, herečka
- 25. května – Lucie Juřičková, herečka
- 02. června – Jan Macháček, novinář
- 05. června – Eduard Hartmann, slovenský lední hokejista
- 09. června – Miroslav Kalous, politik
- 12. června – Filip Topol, zpěvák, pianista, skladatel, textař a herec († 19. června 2013)
- 17. června – Ivan Franěk, herec
- 21. června
  - Miriam Chytilová, herečka a zpěvačka
  - Václav Kopta, herec a muzikant
  - Josef Vojtek, zpěvák a herec
- 26. června – Jana Hybášková, politička, diplomatka
- 29. července – Michal Suchánek, herec a moderátor
- 9. srpna – Petr Rychlý, herec a moderátor
- 17. srpna – Filip Renč, režisér, scenárista a herec
- 18. srpna – Stanislava Jachnická, herečka
- 19. srpna – Marcela Augustová, moderátorka
- 21. srpna – Jaroslava Fabiánová, sériová vražedkyně
- 24. srpna – Pavel Telička, diplomat
- 26. srpna – Pavel Fischer, diplomat, politik a senátor
- 09. září – Tomáš Skuhravý, fotbalista
- 01. října – Vladislav Husák, policista, bývalý policejním prezident Policie ČR
- 02. října – Josef Polášek, herec
- 07. října – Lukáš Hlavica, herec
- 08. listopadu – Václav Kahuda, prozaik († 24. července 2023)
- 23. listopadu – Adam Komers, redaktor, výtvarník a podnikatel
- 07. prosince
  - Petra Buzková, politička
  - Roman Cardal, teolog a filosof0
- 09. prosince – Jan Šťastný, herec
- 10. prosince – Michal Šanda, spisovatel
- 25. prosince – David Rath, lékař a politik
- 28. prosince – Edita Randová, operní pěvkyně, mezzosopranistka

### Svět
- 04. ledna

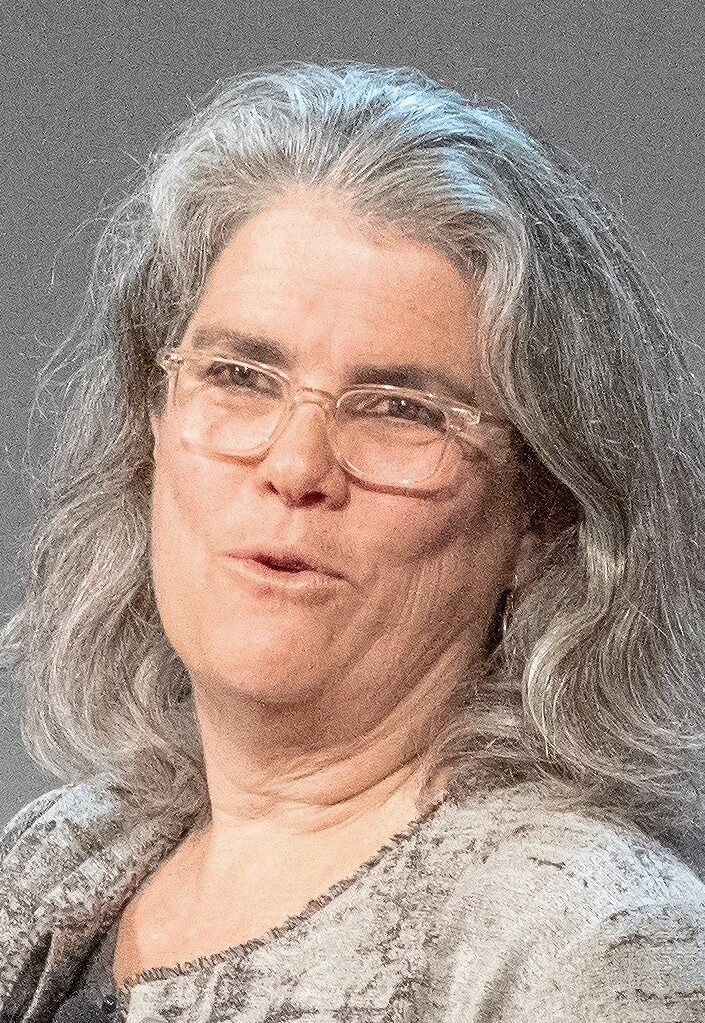
Andrea Ghezová (* 16. června)

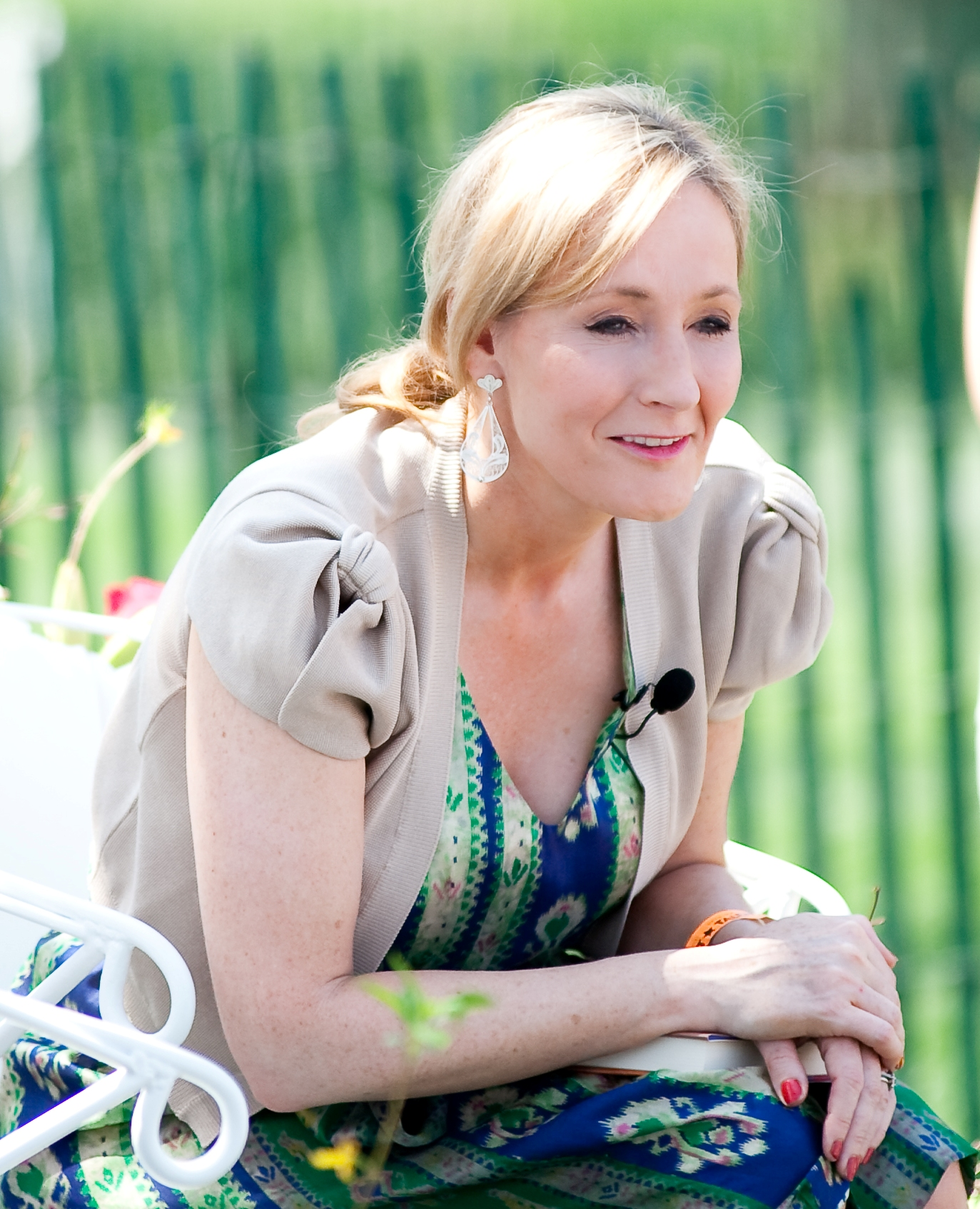
J. K. Rowlingová (* 31. července)

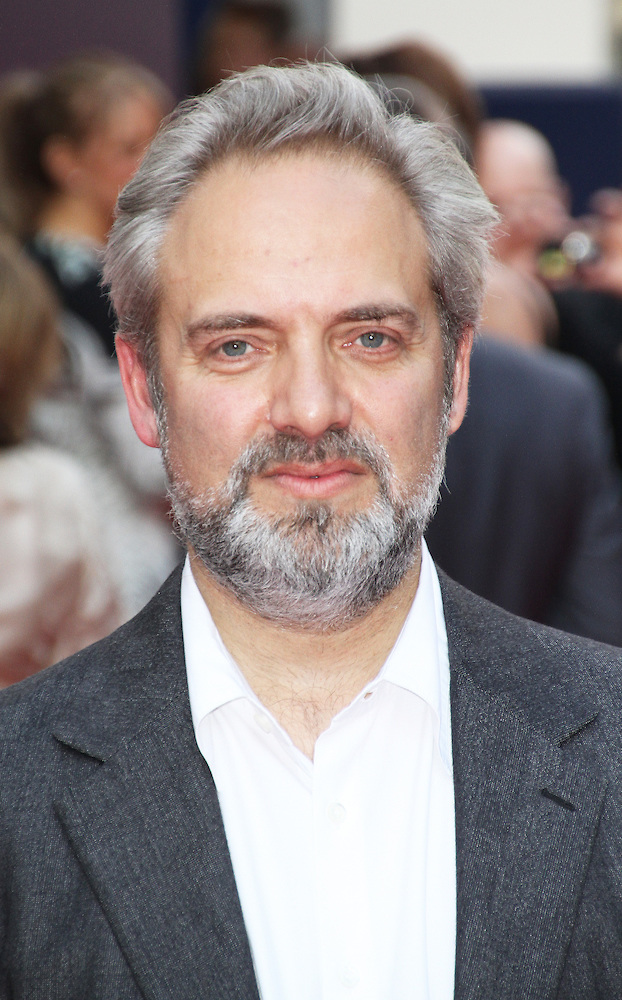
Sam Mendes (* 1. srpna)

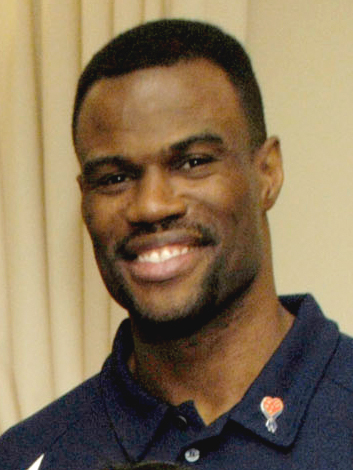
David Robinson (* 6. srpna)

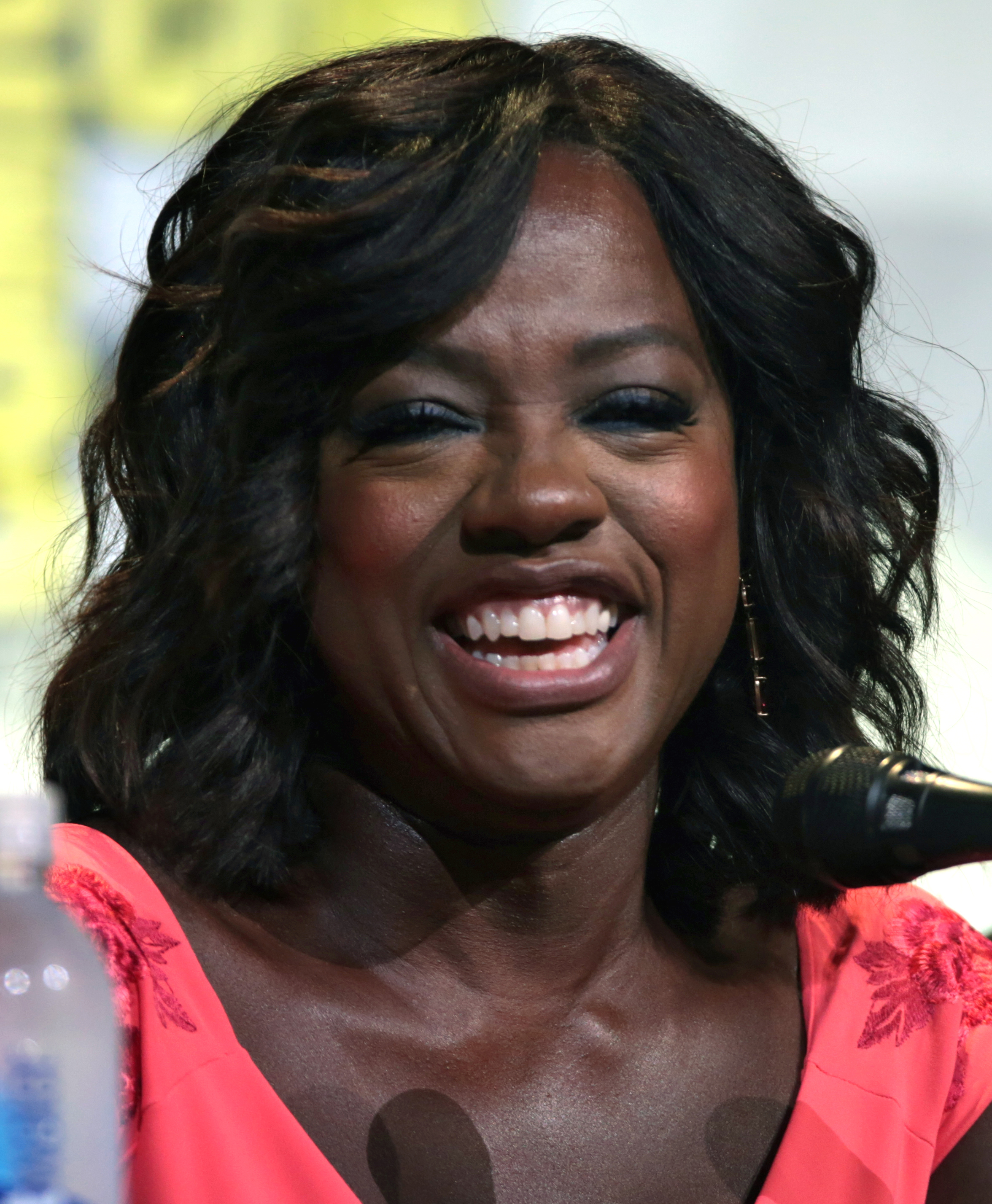
Viola Davis (* 11. srpna)

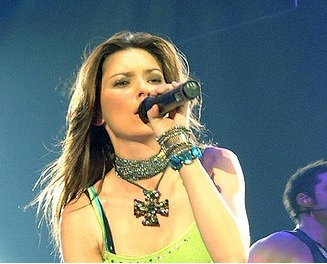
Shania Twain (* 28. srpna)

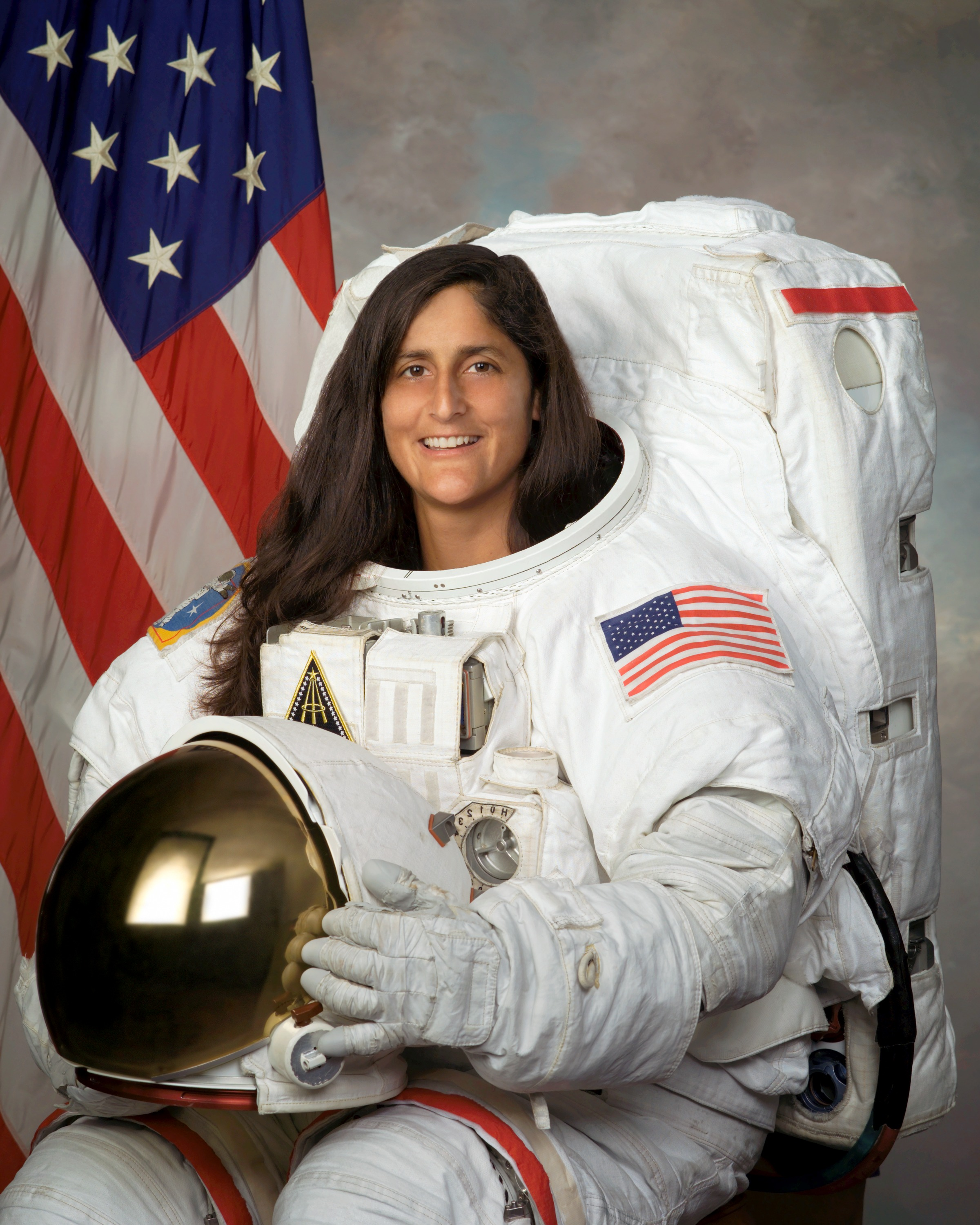
Sunita Williamsová (* 19. září)

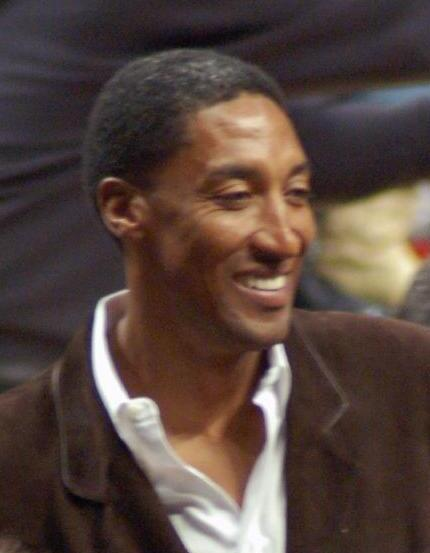
Scottie Pippen (* 25. září)

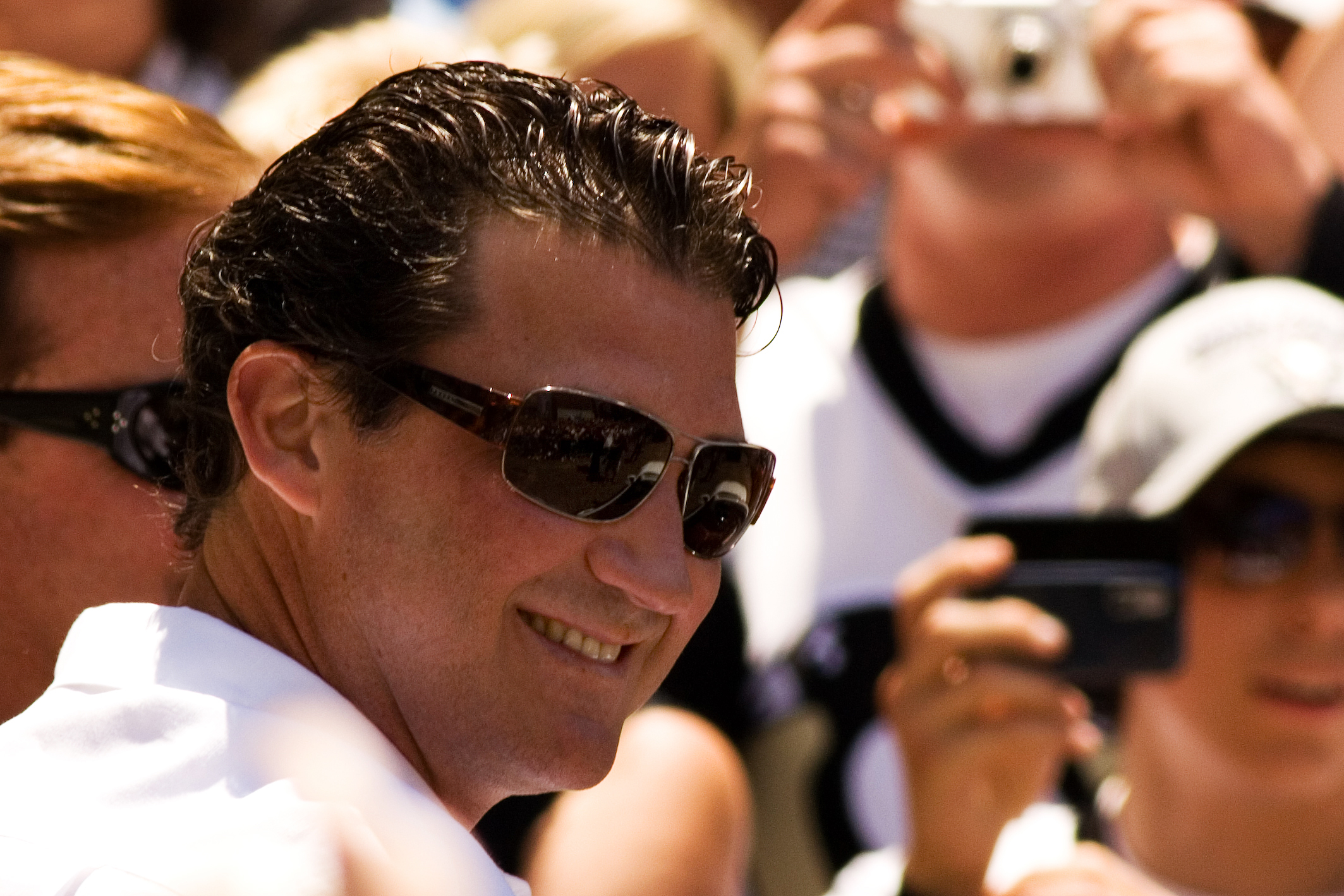
Mario Lemieux (* 5. října)

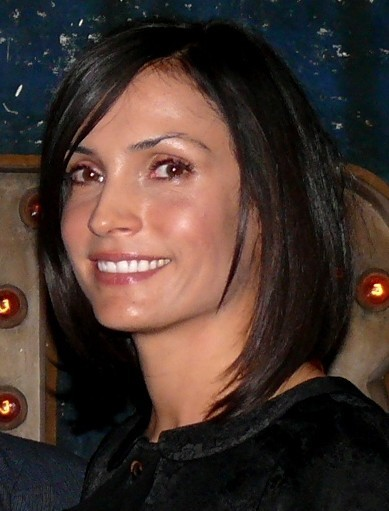
Famke Janssenová (* 5. listopad)u

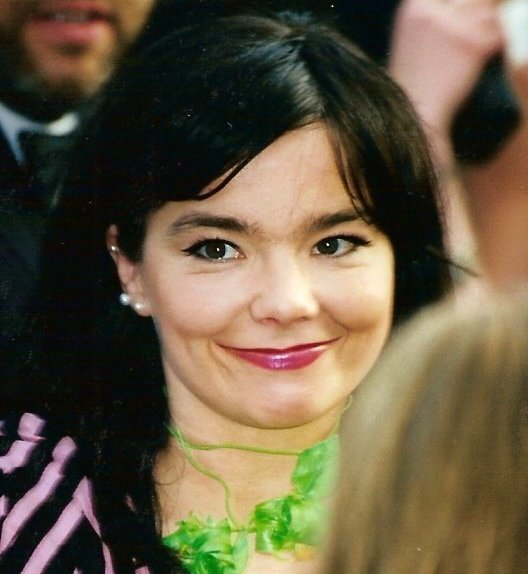
Björk (* 21. listopadu)

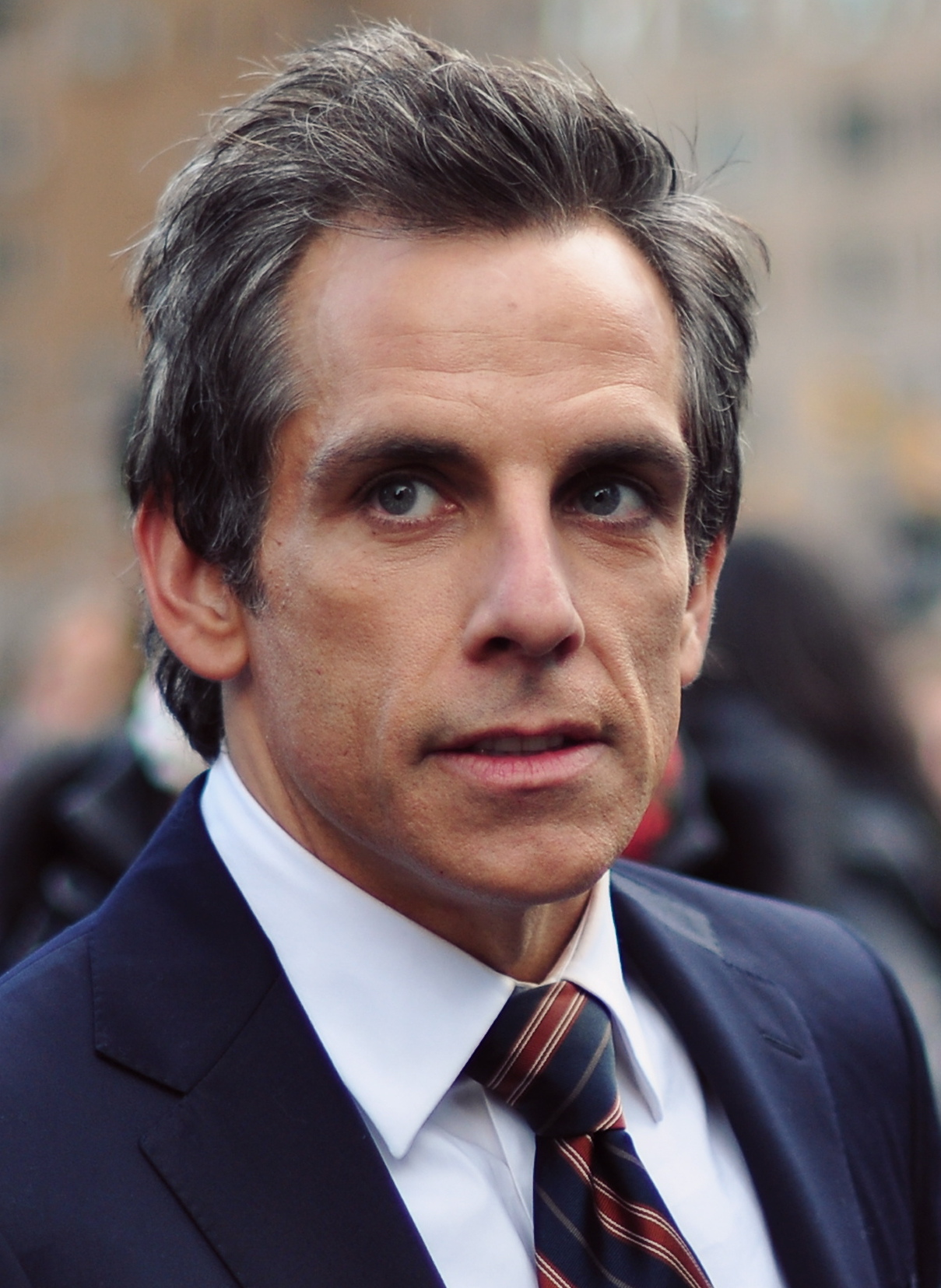
Ben Stiller (* 30. listopadu)

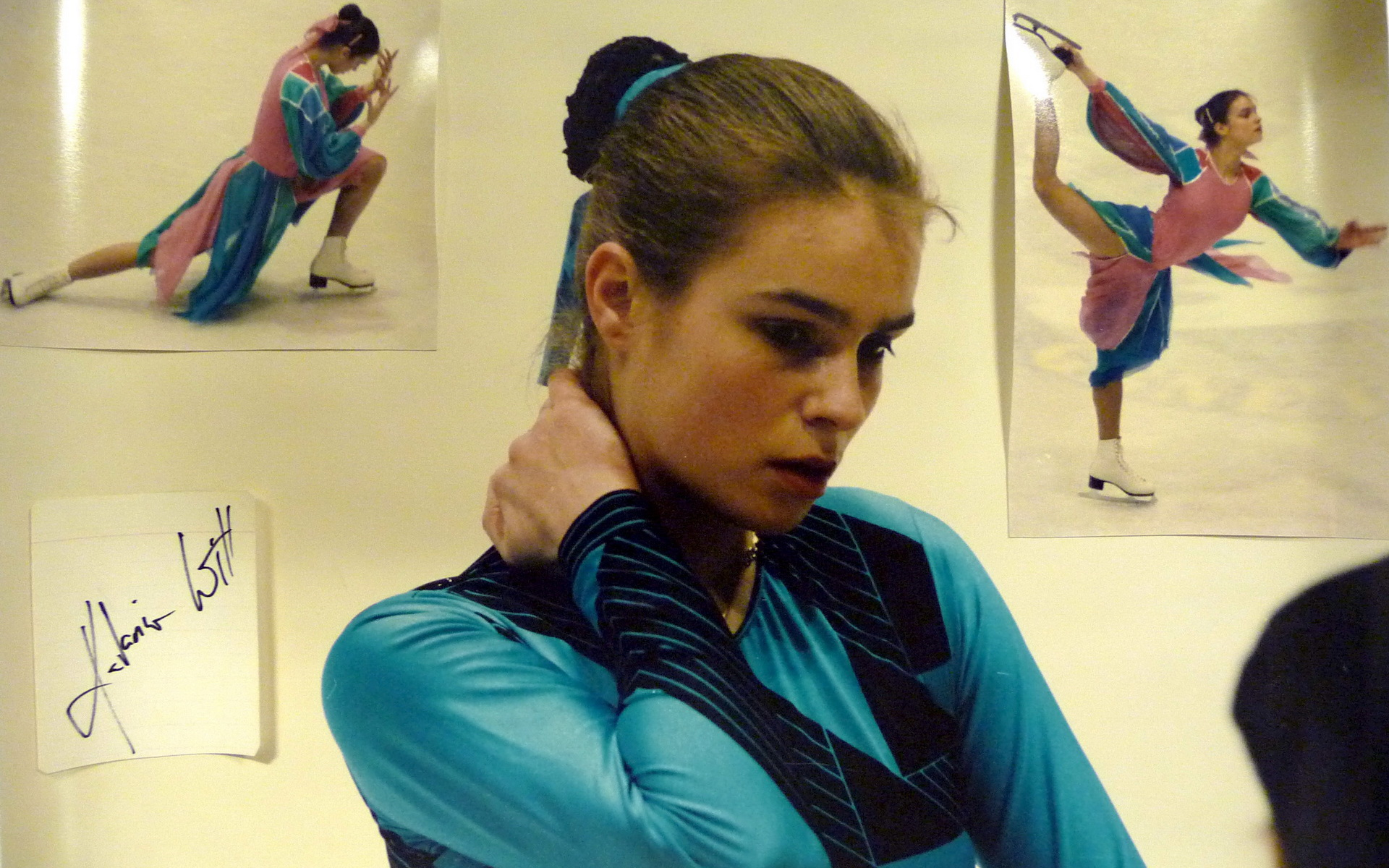
Katarina Wittová (* 3. prosince)

  - Jerguš Bača, slovenský lední hokejista a trenér
  - Julia Ormond, britská herečka
  - Yvan Attal, francouzský herec, režisér a scenárista
- 05. ledna
  - Vinnie Jones, velšský fotbalista a herec
  - Patrik Sjöberg, švédský výškař
- 06. ledna – Bjørn Lomborg, dánský statistik a publicista
- 08. ledna – Pascal Obispo, francouzský zpěvák a textař
- 09. ledna
  - Štefan Hríb, slovenský novinář a moderátor
  - Haddaway, trinidadsko-německý zpěvák
  - Muggsy Bogues, americký basketbalista
- 10. ledna – Butch Hartman, americký animátor a dabér
- 12. ledna – Rob Zombie, americký heavymetalový zpěvák a filmový režisér
- 13. ledna – Bill Bailey, britský komik, hudebník a moderátor
- 14. ledna – Šamil Basajev, čečenský polní velitel († 10. července 2006)
- 20. ledna – Sophie, vévodkyně z Edinburghu, manželka prince Edwarda, syna Alžběty II.
- 21. ledna – Jam Master Jay, americký rapper a DJ († 30. října 2002)
- 22. ledna
  - Steven Adler, americký bubeník
  - Diane Lane, americká herečka
- 25. ledna – Esa Tikkanen, finský lední hokejista
- 26. ledna – Kevin McCarthy, americký politik
- 29. ledna – Peter Lundgren, švédský tenista († 23. srpna 2024)
- 01. února
  - Stéphanie Monacká, monacká princezna
  - Brandon Lee, americký herec († 31. března 1993)
  - Sherilyn Fenn, americká herečka
- 05. února – Gheorghe Hagi, rumunský fotbalista a trenér
- 07. února – Chris Rock, americký herec, scenárista, producent a režisér
- 14. února – Zinzan Brooke, novozélandský ragbista
- 16. února
  - Dave Lombardo, americký bubeník
  - Adama Barrow, gambijský politik
- 17. února – Michael Bay, americký producent a režisér
- 18. února – Dr. Dre, americký rapper a hudební producent
- 23. února
  - Kristin Davisová, americká herečka
  - Michael Dell, americká podnikatel, zakladatel počítačové společnosti Dell
- 24. února – Hans-Dieter Flick, německý fotbalista a trenér
- 03. března – Dragan Stojković, srbský fotbalista
- 04. března
  - Khaled Hosseini, americko-afghánský spisovatel a lékař
  - Jurij Lončakov, ruský vojenský pilot a kosmonaut
  - Paul W. S. Anderson, britský filmový režisér
- 11. března – Erzsébet Kocsisová, maďarská házenkářka
- 23. března – Trine Haltviková, norská házenkářka
- 24. března – Marián Vajda, slovenský tenista a tenisový trenér
- 25. března
  - Stefka Kostadinovová, bulharská výškařka a olympijská vítězka
  - Sarah Jessica Parker, americká herečka
- 27. března – Deb Hoffmann, americká sběratelka
- 31. března – Tom Barrasso, americký hokejový brankář
- 04. dubna – Robert Downey Jr., americký herec a zpěvák
- 06. dubna
  - Stéphane Peterhansel, francouzský automobilový závodník
  - Frank Black, americký zpěvák a kytarista, frontman alternative rockové skupiny Pixies
- 8. dubna – Michael Jones, novozélandský ragbista
- 10. dubna – Jure Robič, slovinský silniční cyklista († 24. září 2010)
- 11. dubna – Irina Livanovová, ruská filmová herečka
- 12. dubna – Kim Bodnia, dánský herec
- 15. dubna
  - Sóiči Noguči, japonský astronaut
  - Linda Perry, americká zpěvačka
- 16. dubna
  - Jon Cryer, americký herec, scenárista a producent
  - Martin Lawrence, americký herec, komik, producent a režisér
- 21. dubna – Ed Belfour, kanadský lední hokejový brankář
- 22. dubna – Peter Zezel, kanadský hokejista († 26. května 2009)
- 05. května – Fej Ťün-lung, čínský kosmonaut
- 6. května – Mia Hermanssonová-Högdahlová, švédská házenkářka
- 08. května – Oľga Belešová, slovenská novinářka, scenáristka a herečka
- 09. května – Steve Yzerman, kanadský lední hokejista
- 10. května – Linda Evangelista, kanadská supermodelka
- 14. května – Eoin Colfer, irský spisovatel
- 15. května
  - Raí, brazilský fotbalista,
  - Irina Kirillovová, chorvatská volejbalistka
- 16. května – Krist Novoselic, americký baskytarista, člen skupiny Nirvana
- 17. května – Trent Reznor, americký hudebník a multiinstrumentalista, frontman skupiny Nine Inch Nails
- 23. května
  - Tom Tykwer, německý režisér, scenárista a producent
  - Melissa McBrideová, americká herečka
- 24. května – John C. Reilly, americký herec
- 27. května – Pat Cash, australský tenista
- 29. května – Jarmo Myllys, finský hokejový brankář
- 31. května – Brooke Shieldsová, americká herečka
- 01. června
  - Roman Luknár, slovenský herec
  - Larisa Lazutinová, ruská běžkyně na lyžích
- 04. června – Shannon Walkerová, americká astrofyzička a astronautka
- 05. června – Michael E. Brown, americký astronom
- 08. června – Andrzej Wroński, polský zápasník
- 09. června – Szczepan Sadurski, polský satirik, karikaturista a novinář
- 10. června – Elizabeth Hurleyová, anglická herečka a producentka
- 13. června – Infantka Cristina, španělská infantka
- 16. června – Andrea M. Ghezová, americká astronomka, nositelka Nobelovy ceny za fyziku za rok 2020
- 17. června – Dan Jansen, americký rychlobruslař, olympijský vítěz
- 21. června – Jang Li-wej, první čínský kosmonaut
- 22. června – Ľubomír Moravčík, slovenský fotbalista a trenér
- 23. června – Paul Arthurs, britský hudebník, bývalý člen Oasis
- 24. června – Uwe Krupp, německý lední hokejista
- 29. června – Jelena Ovčinnikovová, americká sportovní lezkyně ruského původu
- 03. července – Connie Nielsen, dánská herečka
- 9. července – Richard Tsimba, zimbabwský ragbista († 30. dubna 2000)
- 10. července – Alexie Řecká a Dánská, dánská princezna
- 16. července – Claude Lemieux, kanadský lední hokejista
- 23. července – Slash, britsko-americký rockový kytarista, člen rockové skupiny Guns N' Roses
- 25. července
  - Illeana Douglas, americká herečka
  - Venera Čerešněvová, ruská sportovní lezkyně
- 27. července – José Luis Chilavert, paraguayský fotbalový brankář
- 31. července – J.K.Rowling, britská spisovatelka
- 01. srpna – Sam Mendes, britský režisér
- 04. srpna – Fredrik Reinfeldt, švédský politik
- 06. srpna – David Robinson, americký basketbalista
- 11. srpna – Viola Davis, americká herečka
- 14. srpna – Boris Kollár, slovenský podnikatel a politik
- 15. srpna – Rob Thomas, americký spisovatel, producent a scenárista
- 19. srpna – Kyra Sedgwicková americká herečka
- 24. srpna – Marlee Matlinová, americká herečka
- 26. srpna – Anthony Leiato, koulař z Americké Samoy
- 27. srpna
  - Rez Abbasi, pákistánský kytarista
  - Rebel MC, anglický jungle producent a DJ
- 28. srpna
  - Amanda Tapping, kanadská herečka
  - Shania Twain, kanadská zpěvačka
- 29. srpna – Andrew Nkea Fuanya, kamerunský římskokatolický duchovní
- 01. září – Ľudovít Kaník, slovenský politik
- 02. září – Lennox Lewis, anglický boxer
- 03. září – Charlie Sheen, americký herec
- 11. září
  - Moby, americký hudebník a DJ
  - Bašár al-Asad, syrský lékař a politik
- 13. září
  - Zak Starkey, anglický bubeník
  - Thomas Holtz, americký paleontolog
- 14. září – Dmitrij Medveděv, ruský politik
- 17. září
  - Bryan Singer, americký filmový režisér a producent
  - Kyle Chandler, americký herec
- 19. září – Sunita Williamsová, americká vojenská pilotka a astronautka
- 21. září – David Wenham, australský herec
- 23. září
  - Mark Woodforde, australský tenista
  - Aleqa Hammondová, grónská politička
- 25. září – Scottie Pippen, americký basketbalista
- 26. září – Petro Porošenko, ukrajinský politik
- 01. října – Andrea Gardini, italský volejbalista
- 05. října
  - Mario Lemieux, kanadský lední hokejista
  - Patrick Roy, kanadský lední hokejový brankář
- 13. října – Sisa Sklovská, slovenská operní a muzikálová zpěvačka
- 20. října – Amos Mansdorf, izraelský tenista
- 25. října – Mathieu Amalric, francouzský filmový herec a režisér
- 27. října – Oleg Kotov, ruský kosmonaut
- 31. října – Irina Jatčenková, běloruská diskařka
- 04. listopadu – Wayne Static, americký zpěvák a kytarista kapely Static-X († 1. listopadu 2014)
- 05. listopadu – Famke Janssenová, americká herečka
- 10. listopadu – Eddie Irvine, irský automobilový závodník
- 19. listopadu – Laurent Blanc, francouzský fotbalista a trenér
- 21. listopadu – Björk, islandská zpěvačka
- 22. listopadu – Mads Mikkelsen, dánský herec
- 30. listopadu
  - Ben Stiller, americký herec, scenárista, producent a režisér
  - Aldair, brazilský fotbalista
  - Ryan Murphy, americký scenárista, režisér a producent
- 03. prosince
  - Katarina Wittová, německá krasobruslařka
  - Andrew Stanton, americký filmový režisér, scenárista a producent
- 04. prosince – Wayne Lotter, jihoafrický ochránce přírody († 16. srpna 2017)
- 07. prosince – Jeffrey Wright, americký herec
- 08. prosince – David Harewood, britský herec
- 12. prosince – Will Carling, anglický ragbista
- 13. prosince – Christoph Brüx, německý skladatel, klavírista, hudební producent a aranžér
- 14. prosince – Aljoša Asanović, chorvatský fotbalista
- 29. prosince – Dexter Holland, americký zpěvák a kytarista (The Offspring)
- 31. prosince – Nicholas Sparks, americký spisovatel

## Úmrtí

### Česko
- 17. ledna – Josef Marek, architekt (* 17. ledna 1889)
- 22. ledna – Antonín Zgarbík, jezuitský hodnostář, politický vězeň (* 27. srpna 1913)
- 05. února – Paul Engelmann, izraelský architekt a filozof moravského původu (* 14. června 1891)
- 06. února – Václav Husa, historik (* 25. června 1906)
- 02. března
  - Karel Horký, novinář, fejetonista, spisovatel, kritik a vydavatel (* 25. dubna 1879)
  - Ján Valašťan Dolinský, slovenský hudební skladatel (* 15. února 1892)
- 03. března – Václav Hrabě, básník (* 13. června 1940)
- 06. března – Ján Ševčík, československý politik (* 13. února 1896)
- 14. března – Jaroslav Novák, skaut a spisovatel (* 31. ledna 1894)
- 29. března – Vilém Pavlík, biskup starokatolické církve a politik (* 22. dubna 1908)
- 30. března – Amálie Kutinová, spisovatelka (* 22. června 1898)
- 31. března – Antonín Zhoř, spisovatel (* 18. ledna 1896)
- 26. dubna – Joža Vochala, folklorista a muzejník (* 12. března 1892)
- 28. dubna – Otto Rádl, advokát, dramatik scenárista a překladatel (* 14. dubna 1902)
- 03. května – Otakar Pertold, indolog, historik náboženství a etnolog (* 21. března 1884)
- 14. května – Otokar Chlup, pedagog (* 30. srpna 1875)
- 17. května – Josef Limpouch, kněz, pedagog a politik (* 15. února 1895)
- 19. května – Albín Polášek, sochař (* 14. února 1879)
- 20. května – Bohumil Opatrný, generální vikář pražské arcidiecéze (* 10. listopadu 1880)
- 23. května – Ján Zverec, československý politik slovenské národnosti (* 7. května 1881)
- 26. května – Václav Machek, jazykovědec a vysokoškolský pedagog (* 8. listopadu 1894)
- 02. června – Bob Hurikán, skaut, cestovatel, tramp a písničkář (* 21. dubna 1907)
- 04. června – Ladislav Landa, básník (* 25. února 1948)
- 10. června – František Nábělek, botanik (* 3. května 1884)
- 18. června – Jindřich Schwarzenberg, vévoda krumlovský (* 29. ledna 1903)
- 06. července – Jiří Brdlík, pediatr (* 24. října 1883)
- 10. července – Otto Kohn, architekt (* 6. prosince 1887)
- 14. července – Jan Květ, historik umění (* 8. května 1896)
- 19. července – Rudolf Saudek, sochař, grafik a překladatel (* 20. října 1880)
- 21. července – Josef Trojan, herec, novinář, filmový kritik, scenárista a básník (* 10. května 1905)
- 26. července – Vratislav Nechleba, malíř (* 17. června 1885)
- 02. srpna – František Langer, spisovatel a vojenský lékař (* 3. března 1888)
- 08. srpna
  - Olga Fastrová, novinářka, učitelka, překladatelka a spisovatelka (* 10. ledna 1876)
  - Václav Trnka, lékař a pedagog, primář příbramské nemocnice (* 17. srpna 1897)
- 23. srpna – Jan Antonín Baťa, podnikatel a ekonom (* 7. března 1898)
- 27. srpna – Alois Tylínek, kněz, politik, papežský komoří (* 20. srpna 1884)
- 18. září – Josef Skutil, archeolog a historik (* 7. března 1904)
- 28. září – František Myslivec, malíř (* 30. prosince 1890)
- 12. října – Jan Čumpelík, malíř (* 28. ledna 1895)
- 23. října – Anna Kantová, pedagožka (* 4. března 1889)
- 27. října – Bedřich Jerie, evangelický farář a spisovatel (* 5. ledna 1885)
- 31. října – Josef Štefan Kubín, spisovatel (* 7. října 1864)
- 04. listopadu – Ivan Haluzický, důstojník československého letectva (* 9. března 1913)
- 09. listopadu – Albin Hugo Liebisch, konstruktér a podnikatel (* 26. července 1888)
- 21. listopadu – Zdeněk Pešánek, sochař, malíř a architekt (* 12. srpna 1896)
- 22. listopadu – Vladimír Jiří Rott, pražský obchodník (* 8. října 1885)
- 24. listopadu – František Stupka, dirigent, houslista a pedagog (* 18. ledna 1879)
- 25. listopadu
  - František Balátě, československý legionář, plukovník a stavební ředitel (* 11. února 1889)
- 26. listopadu – Václav Tikal, malíř (* 24. prosince 1906)
- 02. prosince – Ema Pechová, divadelní herečka (* 1. ledna 1869)
- 10. prosince
  - Vladimír Lederer, lékař, odbojář, generál zdravotnictva (* 2. prosince 1893)
  - Antonín Bečvář, astronom a klimatolog (* 10. června 1901)
- 12. prosince – Čeněk Hruška, československý komunistický politik (* 17. ledna 1889)
- 17. prosince – Bedřich Feigl, malíř, grafik a ilustrátor (* 6. března 1884)
- 22. prosince – Josef Čižmář, lékárník, historik a folklorista (* 19. dubna 1868)

### Svět

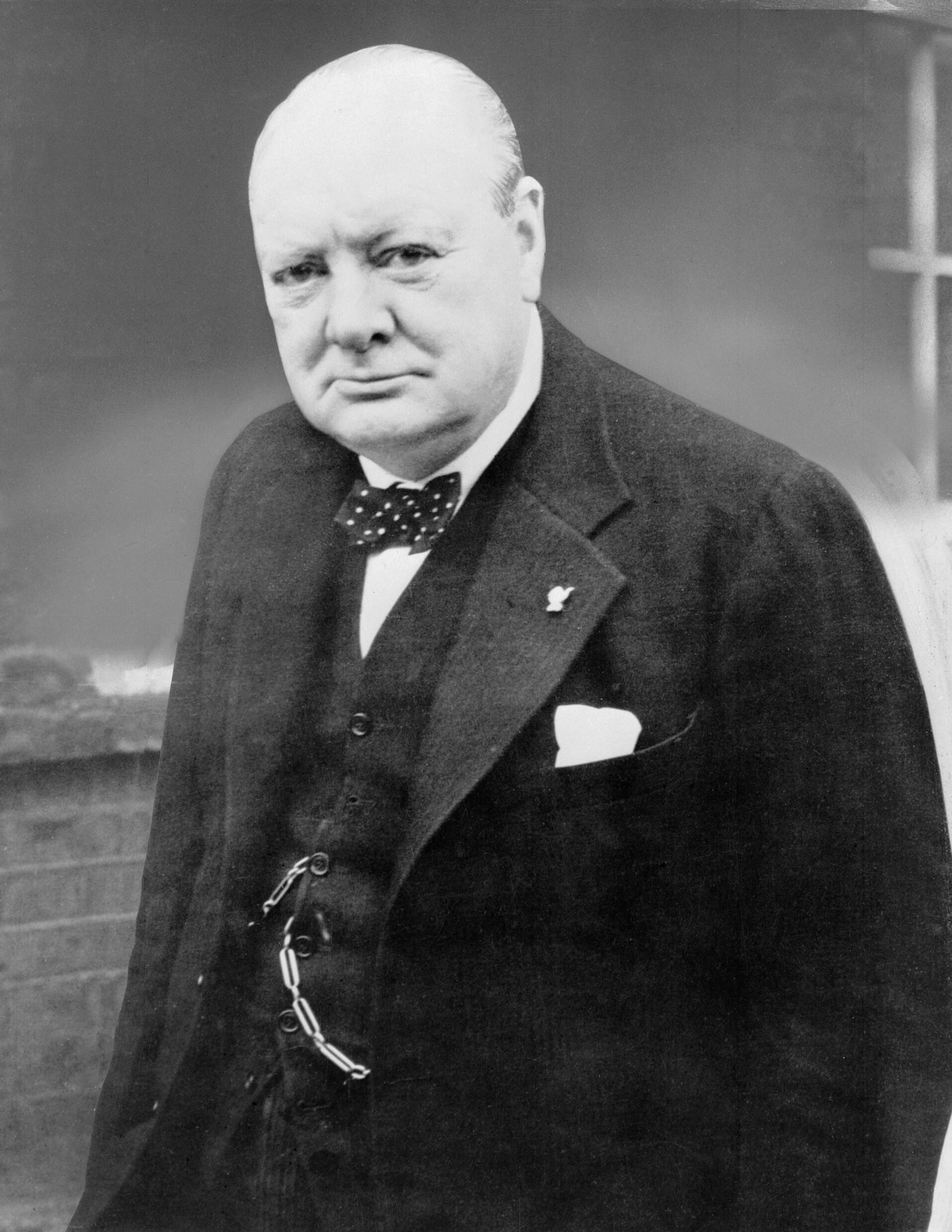
Winston Churchill († 24. leden)

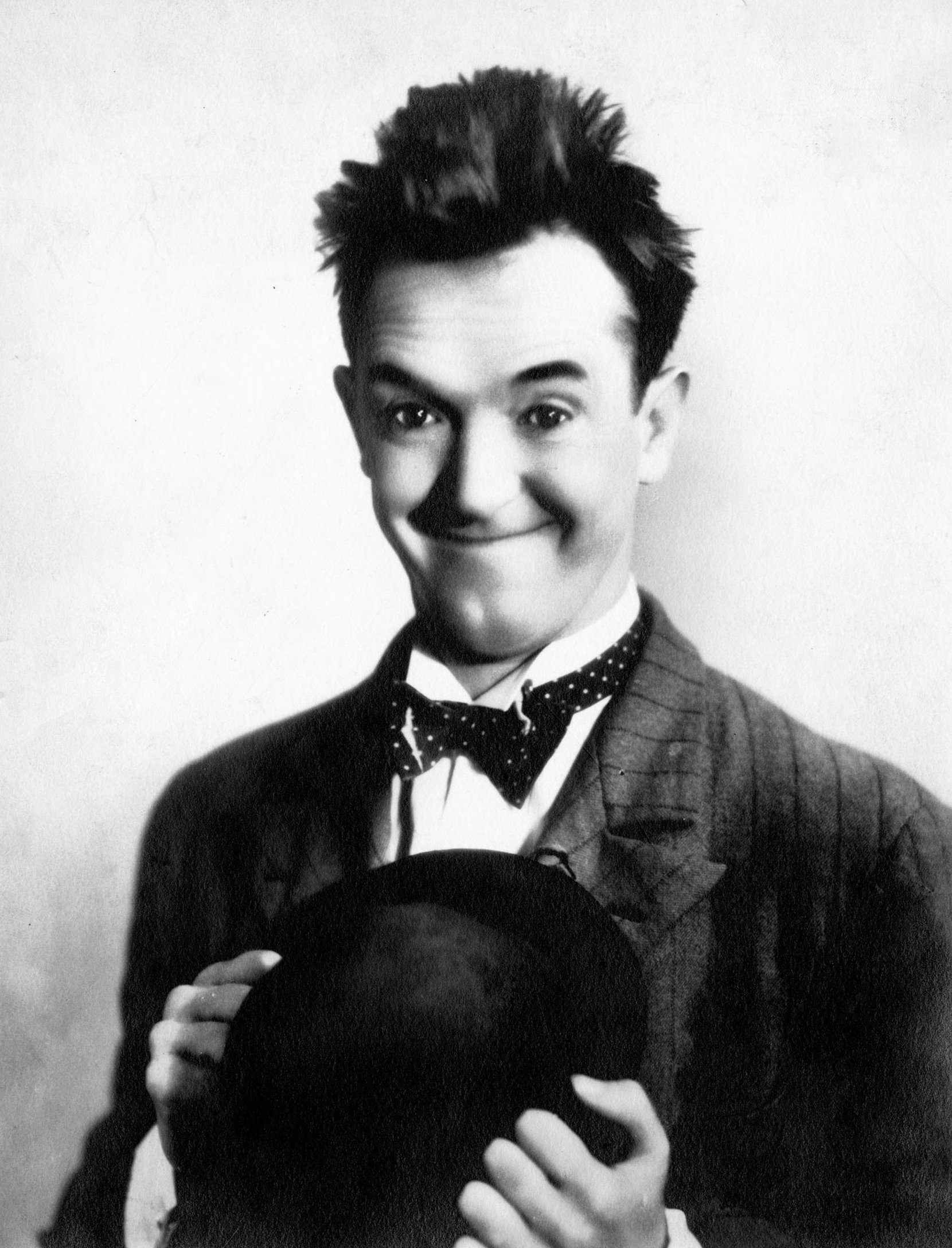
Stan Laurel († 23. únor)

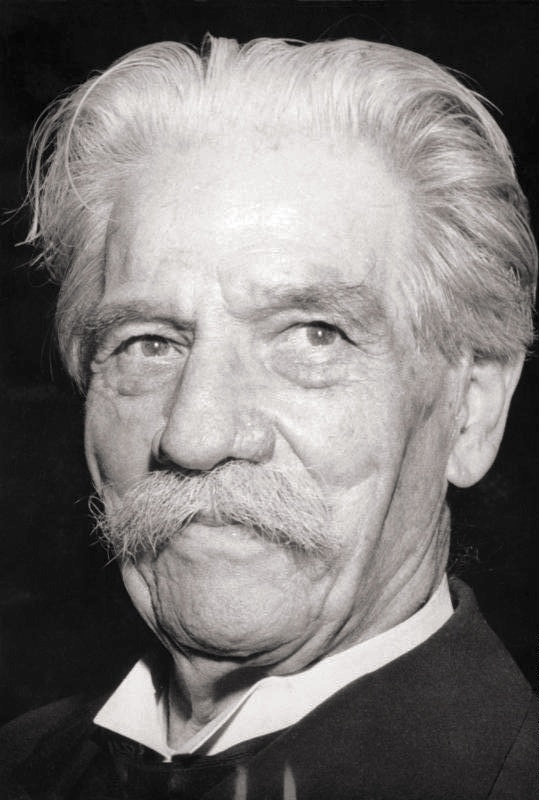
Albert Schweitzer († 4. září)

- 04. ledna – Thomas Stearns Eliot, básník a dramatik, nositel Nobelovy ceny za literaturu (* 26. září 1888)
- 08. ledna – Johann Paul Kremer, německý lékař, nacistický válečný zločinec (* 26. prosince 1883)
- 12. ledna – Lorraine Hansberry, americká dramatička a spisovatelka (* 19. května 1930)
- 15. ledna – Josep Francesc Ràfols, katalánský architekt, malíř a historik umění (* 20. dubna 1889)
- 24. ledna
  - Nikolaj Losskij, ruský filosof (* 6. prosince 1870)
  - Winston Churchill, britský politik (* 30. listopadu 1874)
- 28. ledna – Tajmúr bin Fajsal, sultán Maskatu a Ománu (* 1. ledna 1886)
- 01. února – Angelo Rotta, římskokatolický arcibiskup a vatikánský diplomat (* 9. srpna 1872)
- 15. února – Nat King Cole, americký jazzový pianista, skladatel a zpěvák (* 17. března 1919)
- 21. února – Malcolm X, afroamerický politický aktivista (* 19. května 1925)
- 23. února – Stan Laurel, britský komik (* 16. června 1890)
- 26. února – Julius Skutnabb, finský rychlobruslař, olympijský vítěz (* 12. června 1889)
- 28. února – Adolf Schärf, prezident Rakouska (* 20. dubna 1890)
- 02. března – Ján Valašťan Dolinský, slovenský skladatel, sběratel lidových písní a esperantista (* 15. února 1892)
- 06. března – Sonja Grafová, německá, později americká šachistka (* 16. prosince 1908)
- 07. března – Luisa Mountbattenová, švédská královna (* 13. července 1889)
- 08. března – Tadd Dameron, americký jazzový klavírista a hudební skladatel (* 21. února 1917)
- 13. března – Corrado Gini, italský sociolog a statistik (* 23. května 1884)
- 18. března – Farúk I., egyptský král (* 11. února 1920)
- 19. března – Gheorghe Gheorghiu-Dej, rumunský politik (* 8. listopadu 1901)
- 28. března
  - Ivan Vasiljevič Boldin, sovětský generál (* 15. srpna 1892)
  - Ewald Mataré, německý sochař a malíř (* 25. února 1887)
- 10. dubna – Linda Darnellová, americká herečka a modelka (* 16. října 1923)
- 13. dubna – Pjotr Nikolajevič Savickij, ruský ekonom, sociolog a geograf (* 3. února 1895)
- 15. dubna – Alfredo Guzzoni, italský generál (* 12. dubna 1877)
- 21. dubna – Edward Victor Appleton, britský fyzik a astronomie, Nobelova cena za fyziku (* 6. září 1892)
- 04. května – Jisra'el Bar Jehuda, izraelský politik, ministr (* 15. listopadu 1895)
- 07. května
  - Hans Hauska, rakouský hudební skladatel a politický vězeň (* 18. května 1901)
  - Charles Sheeler, americký malíř a fotograf (* 16. července 1883)
- 09. května – Leopold Figl, kancléř Rakouska (* 2. října 1902)
- 10. května – William Pettersson, americký olympijský vítěz ve skoku do dálky 1920 (* 6. října 1895)
- 12. května – Roger Vailland, francouzský spisovatel (* 16. října 1907)
- 18. května – Eli Kohen, izraelský špion, národní hrdina (* 26. prosince 1924)
- 24. května
  - Hans Jüttner, německý generál (* 2. března 1894)
  - Ražden Arsenidze, gruzínský právník a politik, člen frakce menševiků (* 1. října 1880)
- 30. května – Louis Hjelmslev, dánský lingvista (* 3. října 1899)
- 03. června
  - Hjalmar Riiser-Larsen, norský letec, polárník, podnikatel a voják (* 7. června 1890)
  - Carl Oberg, velitel SS v Paříži a generál policie a zbraní-SS (* 27. ledna 1897)
- 04. června – Sigmund Mowinckel, norský teolog (* 4. srpna 1884)
- 05. června – Eleanor Farjeonová, anglická spisovatelka (* 13. února 1881)
- 07. června – Judy Hollidayová, americká herečka (* 21. června 1921)
- 11. června – Jan Gawlas, polský hudební skladatel (* 27. prosince 1901)
- 13. června – Martin Buber, izraelský filosof náboženství a překladatel (* 8. února 1878)
- 15. června
  - Ephraim Avigdor Speiser, americký archeolog (* 24. ledna 1902)
  - Harry Babcock, americký olympijský vítěz ve skoku o tyči (* 15. prosince 1890)
- 19. června – Franz Kruckenberg, německý železniční konstruktér (* 21. srpna 1882)
- 22. června – David O. Selznick, americký filmový producent (* 10. května 1902)
- 24. června – Aleksander Kossowski, polský historik a archivář (* 30. ledna 1886)
- 02. července – Claude Thornhill, americký jazzový klavírista (* 10. srpna 1909)
- 07. července – Moše Šaret, druhý premiér Izraele (* 15. října 1894)
- 14. července – Adlai Stevenson, americký politik, guvernér státu Illinois (* 5. února 1900)
- 18. července – Otozó Jamada, vojevůdce Japonské císařské armády (* 6. listopadu 1881)
- 19. července – I Sung-man, prezident Korejské republiky (* 26. března 1875)
- 24. července – Auguste Pahl, ve své době nejdéle žijící osoba planety (23. listopadu 1855)
- 29. července – Robert King, americký olympijský vítěz ve skoku do výšky (* 20. června 1906)
- 01. srpna – Haldor Halderson, kanadský hokejista, zlato na OH 1920 (* 6. ledna 1900)
- 04. srpna – Ján Vojtaššák, biskup spišský (* 14. listopadu 1877)
- 06. srpna – Aksel Sandemose, norský spisovatel (* 19. března 1899)
- 11. srpna – Ethel Thomsonová Larcombeová, anglická tenistka a badmintonistka (* 8. června 1879)
- 13. srpna – Hajato Ikeda, premiér Japonska (* 3. prosince 1899)
- 19. srpna – Ján Kokinčák, slovenský řeckokatolický kněz a generální vikář (* 11. dubna 1880)
- 23. srpna
  - Rudolf Abderhalden, švýcarský fyziolog a patolog (* 8. října 1910)
  - Jan Antonín Baťa, český podnikatel (* 7. března 1898)
- 25. srpna – John Hayes, americký olympijský vítěz v maratonu (* 10. dubna 1886)
- 27. srpna – Le Corbusier, francouzský architekt švýcarského původu (* 6. října 1887)
- 28. srpna – Jozef Styk, slovenský politik (* 19. března 1897)
- 31. srpna – E. E. Smith, americký chemik a spisovatel (* 2. května 1890)
- 04. září
  - Albert Schweitzer, německý filozof, lékař a misionář (* 14. ledna 1875)
  - Thomas Hampson, britský olympijský vítěz v běhu na 800 metrů z roku 1932 (* 28. října 1907)
- 07. září – Robert Benson, kanadský hokejista, olympijský vítěz (* 18. května 1894)
- 08. září – Hermann Staudinger, německý lékárník, Nobelova cena za chemii (* 23. března 1881)
- 26. září – Augusto Martínez Olmedilla, španělský spisovatel a novinář (* 1880)
- 29. září – Fu Pao-š’, čínský malíř (* 5. října 1904)
- 01. října – Martin Hollý, slovenský herec a divadelní režisér (* 8. června 1904)
- 03. října – Cvi Jehuda, izraelský politik (* 1887)
- 06. října – Dragiša Brašovan, srbský architekt (* 25. května 1887)
- 11. října – Dorothea Langeová, americká fotografka (* 26. května 1895)
- 13. října – Paul Hermann Müller, švýcarský chemik (* 12. ledna 1899)
- 15. října – Adolf Fraenkel, izraelský matematik (* 17. února 1891)
- 20. října – Georg Scharnagl, československý politik německé národnosti (* 26. února 1880)
- 22. října – Paul Tillich, americký protestantský teolog (* 20. srpna 1886)
- 25. října – Hans Knappertsbusch, německý dirigent (* 12. března 1888)
- 30. října – Ivan Konstantinovič Matrosov, ruský železniční inženýr a vynálezce (* 16. června 1886)
- 02. listopadu – Nickolas Muray, maďarsko-americký fotograf a olympijský šermíř (* 15. února 1892)
- 06. listopadu – Edgard Varèse, francouzský hudební skladatel (* 22. prosince 1883)
- 10. listopadu – Einar Erici, švédský lékař, varhanář a fotograf (* 31. ledna 1885)
- 18. listopadu – Henry A. Wallace, americký státník a politik (* 7. října 1888)
- 23. listopadu – Alžběta Gabriela Bavorská, belgická královna (* 25. července 1876)
- 25. listopadu – Myra Hessová, britská klavíristka (* 25. února 1890)
- 06. prosince – Muhamad Najib ar-Rubají, první prezident Iráku (* 14. července 1904)
- 10. prosince – Théo Ballmer, švýcarský grafický designér (* 29. září 1902)
- 11. prosince – George Constantinescu, rumunský konstruktér zbraní (* 4. října 1881)
- 16. prosince – William Somerset Maugham, anglický spisovatel (* 25. ledna 1874)
- 17. prosince
  - Tommaso Lequio di Assaba, italský žokej, olympijský vítěz (* 21. prosince 1893)
  - Hastings Lionel Ismay, britský generál, první generální tajemník NATO (* 21. června 1887)
- 27. prosince
  - Ján Havlík, slovenský řeholník, politický vězeň (* 12. února 1928)
  - Frederick John Kiesler, rakousko-americký sochař, scénograf, teoretik a architekt (* 22. září 1890)

## Hlavy států
- Československo – Antonín Novotný (1957–1968) (premiér Jozef Lenárt 1963–1968)
- Čína – Mao Ce-tung (1949–1976)
- Dánsko – Frederik IX. (1947–1972)
- Egypt – Gamál Násir (1956–1970)
- Francie – Charles de Gaulle (1959–1969)
- Itálie – Giuseppe Saragat (1964–1971)
- Japonsko – Hirohito (1926–1989)
- Maďarsko – István Dobi (1952–1967)
- Německá demokratická republika – Walter Ulbricht (1960–1973)
- Nizozemsko – Juliána Nizozemská (1948–1980)
- Rakousko – Adolf Schärf (1957–1965) / Franz Jonas (1965–1974) (kancléř Josef Klaus 1964–1970)
- Řecko – Konstantin II. (1964–1973)
- Sovětský svaz – Leonid Iljič Brežněv (1964–1982)
- Spojené království – Alžběta II. (1952–2022) (premiér Harold Wilson 1964–1970)
- Spolková republika Německo – Heinrich Lübke (1959–1969) (kancléř Ludwig Erhard 1963–1966)
- Španělsko – Francisco Franco (1939–1975)
- Švédsko – Gustav VI. Adolf (1950–1973)
- Turecko – Cemal Gürsel (1960–1966)
- USA – Lyndon B. Johnson (1963–1969)
- Vatikán – Pavel VI. (1963–1978)

### Digitální archivy k roku 1965
- Československý filmový týdeník v archivu České televize – rok 1965
- Dokumentární cyklus České televize Retro – rok 1965
- Pořad stanice Český rozhlas 6 Rok po roce – rok 1965
- Rudé právo v archivu Ústavu pro českou literaturu – ročník 45 rok 1965